# كأس شي بيليفز 2017
بطولة كأس شي بيليفز 2017 (بالإنجليزية: SheBelieves Cup 2017) هي النسخة الثانية من بطولة كأس شي بيليفز، وهي بطولة كرة قدم نسائية أقيمت بدعوة من الاتحاد الأمريكي لكرة القدم في الولايات المتحدة في الفترة من 1 إلى 7 مارس 2017. بمشاركة منتخبات وطنية من ألمانيا، إنجلترا، فرنسا، والمنتخب المضيف الولايات المتحدة. احتلّت الفرق الأربعة المراكز الأول والثاني والثالث والخامس في تصنيف الفيفا العالمي لكرة القدم للسيدات، مما جعل البطولة أهم بطولة ودية لهذا العام. لعبت الفرق الأربعة المدعوة دورةً بنظام الدوري من دور واحد. تم احتساب النقاط في دور المجموعات وفقًا للصيغة القياسية بثلاث نقاط للفوز ونقطة واحدة للتعادل. أُقيمت البطولة بالتزامة مع بطولة كأس الغارفي 2017 وبطولة كأس قبرص للسيدات 2017. فاز منتخب فرنسا للسيدات بالبطولة لأول مرة بعد فوزها بمباراتين وتعادلها في واحدة.

## الفريق
| المنتخب          | تصنيف الفيفا (ديسمبر 2016) |
| ---------------- | -------------------------- |
| الولايات المتحدة | 1                          |
| ألمانيا          | 2                          |
| فرنسا            | 3                          |
| إنجلترا          | 5                          |

## الملاعب
| تشيستر (فيلادلفيا)                                    | هاريسون (مدينة نيويورك) | واشنطن العاصمة             |
| ----------------------------------------------------- | ----------------------- | -------------------------- |
| ملعب تالين إنيرجي                                     | ريد بول أرينا           | ملعب روبرت كينيدي التذكاري |
| السعة: 18,500                                         | السعة: 25,000           | السعة: 45,596              |
|                                                       |                         |                            |
| تشيستر هاريسون واشنطن العاصمةكأس شي بيليفز 2017 (USA) |                         |                            |

## ترتيب المجموعة
| م | الفريق               | لعب | ف | ت | خ | أ.له | أ.ع | أ.ف | نقاط |
| - | -------------------- | --- | - | - | - | ---- | --- | --- | ---- |
| 1 | فرنسا (C)            | 3   | 2 | 1 | 0 | 5    | 1   | +4  | 7    |
| 2 | ألمانيا              | 3   | 1 | 1 | 1 | 1    | 1   | 0   | 4    |
| 3 | إنجلترا              | 3   | 1 | 0 | 2 | 2    | 3   | −1  | 3    |
| 4 | الولايات المتحدة (H) | 3   | 1 | 0 | 2 | 1    | 4   | −3  | 3    |

## مباريات المجموعة
جميع الأوقات محلية (UTC−5).
| إنجلترا  | 1–2   | فرنسا                  |
| -------- | ----- | ---------------------- |
| نوبس 32' | تقرير | 80' ماري · 90+5' ويندي |

| الولايات المتحدة | 1–0   | ألمانيا |
| ---------------- | ----- | ------- |
| ويليامز 56'      | تقرير |         |

| فرنسا | 0–0   | ألمانيا |
| ----- | ----- | ------- |
|       | تقرير |         |

| الولايات المتحدة | 0–1   | إنجلترا  |
| ---------------- | ----- | -------- |
|                  | تقرير | 89' وايت |

| ألمانيا        | 1–0   | إنجلترا |
| -------------- | ----- | ------- |
| آنيا ميتاغ 44' | تقرير |         |

| الولايات المتحدة | 0–3   | فرنسا                               |
| ---------------- | ----- | ----------------------------------- |
|                  | تقرير | 8' (ركلة.)، 63' أبيلي · 10' لو سومر |

## أفضل هدافين
هدفين
- كاميل أبيلي

هدف واحد
- جوردان نوبس
- إيلين وايت
- ماري لوري ديلي
- أوجين لي سومر
- ويندي رينار
- آنيا ميتاغ
- لين وليامز